# Biosignature

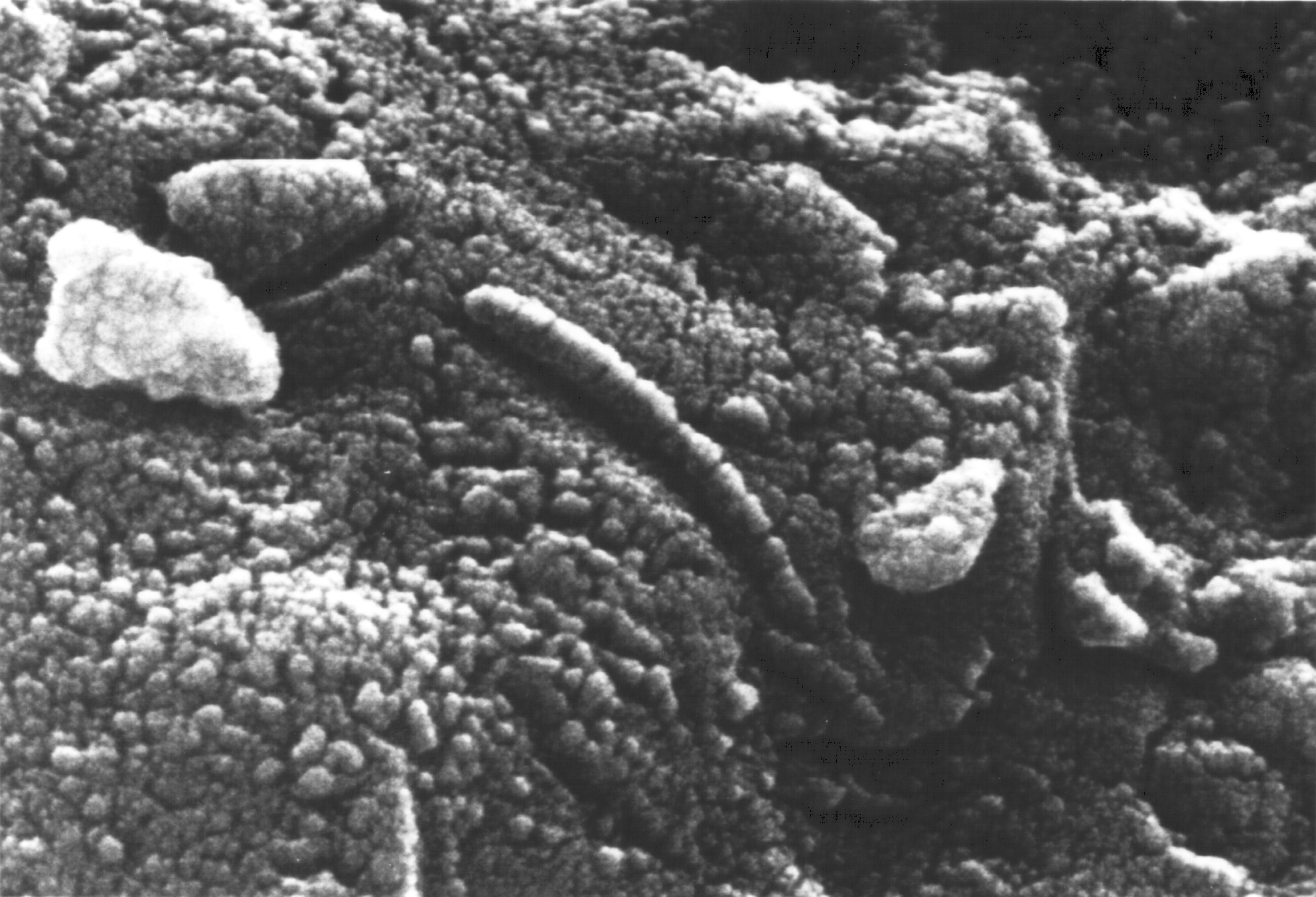
Les structures présentes sur la météorite ALH84001, ont été interprétées comme une biosignature potentielle produite par des bactéries.

Une biosignature (écrite aussi bio-signature, appelée parfois bioindice), est une trace chimique (substance organique sous forme d'élément, de molécule…) ou une trace physique qui peuvent être préservées dans le sol, dans un gaz accumulé dans l’atmosphère, ou être issues de tout processus dont la seule explication raisonnable est la présence, à un moment donné au cours de l'histoire, d’une forme de vie. Les biosignatures permettent aux scientifiques, entre autres, d’identifier les processus chimiques utilisés par les bactéries primitives, et de suggérer la présence ou l’absence de la vie sur des exoplanètes. Il est évident que l’étude des biosignatures est majoritairement basée sur notre connaissance actuelle du vivant, c’est-à-dire sur la vie à base de carbone telle que nous la connaissons sur terre.
Le terme est souvent utilisé de manière abusive par les chercheurs lors de l'annonce de leurs découvertes, rapportées par la presse qui verse dans le sensationnalisme, car il s'agit de preuves ambigües de la présence d'organismes vivants alors que d'autres hypothèses (contamination, transport de matière, processus abiotiques) n'ont pas été éliminées,. Une démarche scientifique rigoureuse serait d'inférer la présence de biosignatures potentielles selon l'hypothèse nulle, qui stipule que tout processus non biologique connu doit être rejeté avant que l'hypothèse de l'origine biologique ne soit adoptée.

## Géomicrobiologie
En géomicrobiologie, les biosignatures servent à mieux comprendre les processus par lesquels la vie s’est développée sur terre, et comment l’évolution des organismes unicellulaires s’est déroulée. Comme le nom l’indique, la géomicrobiologie se concentre sur les biosignatures présentes dans les sédiments. Principalement, la présence de microfossiles, de molécules de carbone complexes, de ratios de certains isotopes, comme le soufre, ainsi que la présence de composés dérivés de réaction qui peuvent être médiés par des bactéries et même des transformations physiques du terrain.

### Les microfossiles

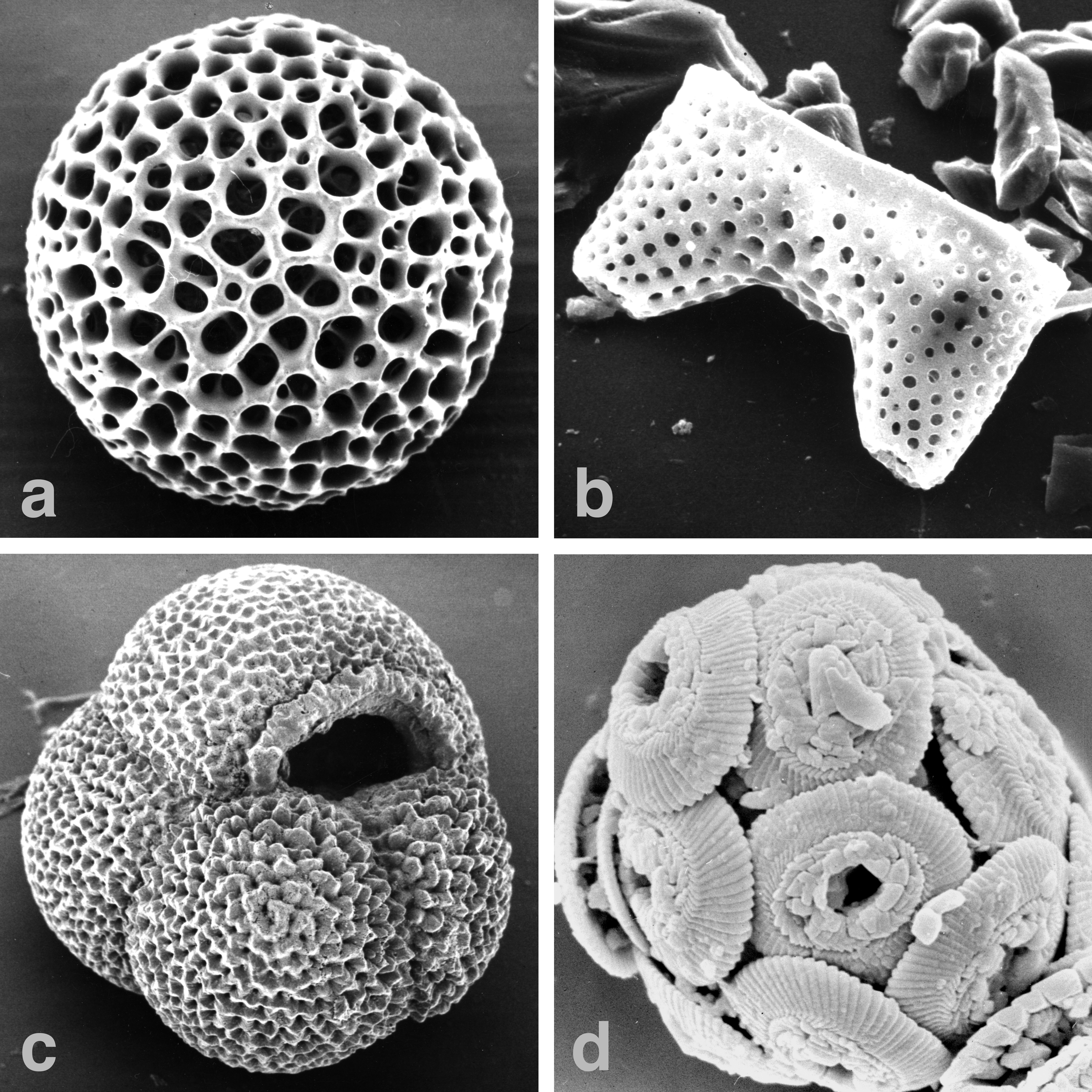
Exemples de microfossiles d'origine planctonique.

Les microfossiles sont les fossiles de très petits résidus organiques qui peuvent être retrouvés dans le sol. Il existe une grande variété de structures microscopiques, généralement réparties en 4 grandes catégories : microfossiles calcaires (par ex. les foraminifères), phosphatiques (par ex. les dents de requins), siliceux (par ex. les diatomées) et organiques (par ex. les grains de pollens).
Certaines études considèrent aussi la présence de micropores dans le sédiment comme la preuve qu'autrefois des microbes y ont été capturés. Cependant, cette biosignature n’est pas encore communément acceptée car elle pourrait avoir une origine abiotique.

### Biosignatures moléculaires
Le second groupe de biosignatures étudié en géomicrobiologie est les biosignatures moléculaires. Cette étude est très intéressante à cause de la redondance des molécules de base utilisées par la machinerie moléculaire de tous les êtres vivants terrestres. En effet, la plupart des molécules du vivant sont composées des 4 bases d’ADN, des 20 acides aminés ou de deux précurseurs lipides. Un des problèmes principaux auxquels fait face cette étude des marqueurs moléculaires est le fait que la plupart des molécules organiques finissent par être recyclées ou dégradées. Des études récentes suggèrent que les lipides seraient un candidat intéressant pour ces études, du fait qu'ils sont des composés essentiels présentant une grande variété, qui dans certains cas peuvent garder leur conformation stable pendant de très longues périodes .

#### Excès énantiomèrique

Exemple de différents types d’isomérie.

L'analyse de la composition d'un sédiment peut permettre de détecter plusieurs biosignatures moléculaires, parmi lesquelles : un excès énantiomèrique. Afin de fonctionner correctement, les réactions chimiques se produisant dans tout l’organisme utilisent d’habitude un seul des énantiomères d’une molécule chirale donnée. La raison en est que les enzymes et protéines responsables de l’assemblage des molécules sont eux aussi uniquement un énantiomère. Si l’organisme utilisait les deux énantiomères, sa machinerie moléculaire ne pourrait pas fonctionner correctement. La présence d’un excès énantiomèrique d’un acide aminé dans un sédiment pourrait donc indiquer qu’un organisme y a vécu. De plus, le processus de racémisation naturel que subit le sédiment pourrait aider à déterminer quand le dépôt de l’excès énantiomèrique a eu lieu. On pourrait donc utiliser le degré de racémisation d’un acide aminé particulier dans un fossile de matière organique afin de dater celui-ci. La même logique peut s’appliquer pour les diastéréoisomères de molécules plus complexes, ainsi que les isomères de constitution.

#### Présence de sous-unités lipidiques
Une autre biosignature moléculaire peut être détectée grâce aux propriétés des lipides. Les lipides du vivant proviennent de deux précurseurs, les précurseurs acétyle et isopentenyldiphosphate. Les précurseurs acétyles donneront des lipides dits acétogéniques. Les différents lipides acétogéniques diffèrent donc par des unités de méthylène (C2H4), tandis que les précurseurs isopentenyldiphosphate donneront toujours des molécules différentes donc par des groupements isoprénoïdes (C5H10). De plus, leur utilisation dans la membrane cellulaire veut dire que l’évolution a énormément diversifié les lipides organiques produits par le vivant, afin de permettre à différents organismes de faire face à des conditions différentes. Ainsi, leur biosynthèse à partir de petites sous-unités fait en sorte que lorsqu'ils sont retrouvés dans le sol, les lipides de provenance organique auront tendance à se grouper en ensembles dont la composition sera des lipides différents soit par des unités de C2H4 (lipides acetogéniques) ou par des unités C5H10 (poly-isoprénoïdes). Par exemple, les isoprénoïdes se retrouveraient en groupes de lipides possédant 20, 25, 30 carbones. Si l’on ajoute à ceci le fait que les lipides ne sont pas dépolymérisables (contrairement aux protéines et aux acides nucléiques), on comprend pourquoi les lipides sont des biosignatures aussi fiables.

#### Ratio isotopiques
Une autre biosignature utilisée est le ratio des isotopes de certains éléments. En effet, lorsque les organismes utilisent certains des éléments à leurs disposition, ils peuvent causer le fractionnement isotopique, c’est-à-dire un changement dans le rapport isotopique. Les éléments chez lesquels cette technique est la plus utilisée sont le carbone, le soufre et l’azote.
L'analyse des échantillons provenant du manteau terrestre, de la lune et de différents types de météorites permet d’établir un ratio d’isotopes de soufre assez homogène, du moins dans le système solaire. Cependant, les processus métaboliques de certaines archées et certaines bactéries causent un changement dans le ratio d’isotopes de soufre, grâce à des réactions de réduction du sulfate, par exemple. La réduction du sulfate, suivie de la précipitation de sulfure sédimentaire, peut enlever de l’isotope 32 du soufre de l’environnement, augmentant ainsi la quantité relative de l’isotope 34 du soufre. Il est important de noter que d’autres processus peuvent causer de tel débalancements, par exemple certains processus hydrothermiques et photochimiques. L'étude de ces ratios permet de mieux comprendre comment les micro-organismes dont les processus métaboliques utilisent le soufre ont été répartis durant l’histoire, ainsi que comment ils ont interagi avec la planète, avant et après l’oxygénation de celle-ci.

Un autre exemple de ce phénomène est le ratio de l’isotope 18 de l’oxygène du phosphate. Considérant le fait que des enzymes sont requises pour catalyser la réaction d’échange d’isotopes entre l’eau et le phosphate, l’analyse du ratio de cet isotope permettrait donc de prouver l’existence de réactions enzymatiques, et donc d’organismes vivants. Finalement, la présence et la réactivité de micro-organismes peut être étudiée en examinant les ratios d’éléments sensibles à l’oxydoréduction par des micro-organismes et de leurs isotopes. Comme pour les ratios d’isotopes de carbone, d’azote ou d’oxygène, il est aussi important de prouver qu’une modification dans ces ratios n’est pas due à d’autres processus que la vie.

#### Dégradation
Un autre élément important des biosignatures moléculaires est leur dégradation, qui peut mener à leur altération voire leur perte complète. Lorsqu’ils sont exposés à l’atmosphère, les composés organiques se dégradent très rapidement (digestion par d’autres micro-organismes, action de la lumière ou oxydation. L’oxydation de matière organique préservée dans le sol depuis des milliards d’années peut donc fausser les biosignatures que l’on y trouve.

## Astrobiologie
Dans le cadre de l’astrobiologie, les biosignatures peuvent être utilisées d'une part pour confirmer la présence de vie extraterrestre, et d'autre part pour infirmer autant que possible la possibilité que la biosignature provienne d’une source abiotique. Dans ce cadre, l'éventail des biosignatures possibles s'élargit, passant de phénomènes aussi complexes que ceux décrits en géomicrobiologie à des phénomènes plus simples à détecter, comme la présence de fossiles. En astrobiologie, la détection des biosignatures est évidemment bien plus difficile que sur terre. A ce jour, l'essentiel de la recherche en astrobiologie se concentre sur la possibilité d'une vie sur Mars, bien que Europa (une lune de Jupiter), certains astéroïdes et des exoplanètes sur d’autres systèmes solaires soient aussi des candidats. En astrobiologie, les limitations techniques amènent à répartir les biosignatures en deux branches : celles requérant une présence (être humain ou robot) sur le sol même ou au-dessous, et celles susceptibles d'être identifiées à distance (télescope, satellite en orbite…).

### Biosignatures requérant un contact avec le sol

#### Microfossiles
Les microfossiles ont été pendant longtemps le sujet d’un intense débat dans le domaine de l’astrobiologie. En effet, en 1996 une équipe de scientifiques de la NASA a publié un article proposant qu'une météorite provenant de Mars (ALH84001) portait une biosignature, indiquant donc la vie microbienne sur Mars. En effet, l’analyse par micrographie électronique semblait démontrer la présence de structures tubulaires d’apparence biologique. Mise en relation avec la présence d’acides aminés et d’hydrocarbures complexes, cette découverte amenait l’équipe à faire l'hypothèse d'une vie microbienne. Malheureusement, la communauté scientifique a dénoncé la forte probabilité que la météorite ait été contaminée par des composés terrestres après son atterrissage, ce qui expliquerait la présence des hydrocarbures complexes. De plus, des structures similaires à celles retrouvées par l’équipe originale ont été reproduites en 2004.

#### Biosignatures moléculaires
Bien évidemment, avec les microfossiles, les biosignatures moléculaires sont les indicateurs les plus fiables de la présence de vie sur d'autres planètes. Malheureusement leur étude requiert l’analyse de roches provenant de ces astres. De plus, les radiations reçues par ces astres ont pour effet de dégrader la plupart des molécules organiques restées en surface, obligeant à en rechercher les traces dans le sous-sol, ce qui est beaucoup plus complexe.

### Biosignatures pouvant être observées à distance

#### Présence de gaz
La présence de certains gaz constitue une biosignature qui pourrait permettre de trouver de bons candidats pour la vie. Mais encore une fois, rappelons d'une part que c’est l’étude de notre seule planète qui nous a jusqu'à présent permis d’identifier des gaz propres à la vie et d'autre part que le défi principal reste de prouver que ces gaz ne peuvent être produits que par la vie, et aucun autre processus.

##### L'oxygène
La principale biosignature gazeuse est la présence d’oxygène (O2). Sans la photosynthèse des plantes et des bactéries, l’oxygène serait 10 fois moins abondant dans l’atmosphère terrestre du fait de sa réactivité, tel qu’il l’était avant l’apparition de ces processus sur terre. Malheureusement, il existe des facteurs abiotiques susceptibles d'entraîner une forte quantité d’O2 dans l’atmosphère : par exemple l’absence de puits à oxygène forçant son accumulation.

##### Autres gaz
Parmi les millions de molécules produites par les êtres vivants sur terre, très peu sont assez volatiles pour non seulement se retrouver dans l’atmosphère, mais en plus s'y trouver en concentration assez élevée et être assez actives spectroscopiquement pour pouvoir être détectées au télescope. Souvent ces gaz sont issus de la catalyse d’une réaction qui est thermodynamiquement induite mais cinétiquement inhibée, par des températures ou des pressions non propices. La vie supplanterait ce problème en catalysant les réactions à l’aide d’enzymes. Évidemment, la présence d’un de ces gaz sur une exoplanète ne serait pas concluante à cause de la trop grande possibilité de faux positifs. En effet, si un gaz donné ne peut se former sur terre sans que la réaction soit catalysée par une enzyme, il est tout à fait plausible que cette réaction se produise sans enzyme sur une autre planète ayant la température et la pression atmosphérique appropriées. Toutefois il existe des gaz qui, sans équivoque, ont pour origine la vie. Par exemple, le sulfure de diméthyle est produit uniquement par le plancton terrestre. Sous les bonnes conditions, on peut imaginer qu'un tel gaz s’accumule dans une atmosphère jusqu’à atteindre une concentration détectable.
La découverte de méthane dans l'atmosphère de Mars amène à spéculer sur l'origine de ce gaz instable et, sur la terre, d’origine majoritairement biotique. Les variations dans sa concentration atmosphérique amènent à penser que Mars possède sans doute des sources et des puits actifs de méthane, sans doute localisés dans le sous-sol aqueux de la planète, et peut-être médiés par la vie. L'utilisation d'un spectromètre de masse permettrait d’analyser la teneur en isotopes du carbone 12 et 14 de ce méthane, et ainsi d’identifier si son origine est bien biotique. Les mesures réalisées en 2018 et 2019 par deux spectromètres à bord du Trace Gas Orbiter ne permettent pas de détecter la présence de méthane, malgré des limites de détection largement plus basses que les niveaux de détection rapportés précédemment. Pourtant, d'après les simulations de modèles de l'atmosphère de Mars, la longévité du méthane devrait être de plusieurs centaines d'années, le méthane devrait se répandre dans l'atmosphère de la planète et surtout ne pas se résorber aussi rapidement. Pour réconcilier les mesures effectuées précédemment et ces travaux de simuation, il faudrait découvrir un processus inconnu capable de retirer rapidement du méthane de l'atmosphère basse avant sa dispersion.

#### Absorbance spécifique a certains organismes
Les micro-organismes possèdent souvent des pigments qui leur permettent, entre-autres, de faire la photosynthèse. En mesurant le spectre d’absorption d’un maximum de micro-organismes, il est possible d’identifier des larges tapis bactériens à la surface d’une planète ou d’une certaine densité bactérienne dans un océan. Bien évidemment, cette biosignature suppose que les bactéries extraterrestres utilisent les mêmes pigments que ceux présents sur terre.

### Projets visant les biosignatures
Il semble donc qu’à défaut de trouver un véritable fossile, seule la présence de multiples biosignatures permettra de prouver que la vie existe ou a existé sur un astre. Plusieurs projets de la NASA visent à approfondir l’étude des biosignatures, surtout sur Mars, depuis les premières expéditions Viking durant les années 1970. Le laboratoire scientifique sur Mars, responsable de l'envoi du rover Curiosity, visait aussi à en apprendre plus sur l’habitabilité (passée et présente) de la planète. Aucune de ces deux missions n’a pu trouver de biosignatures signifiantes. En 2016, le Trace Gas Orbiter a été lancé vers Mars, avec pour objectif de déterminer le ratio des différents isotopes de carbone présents dans le méthane atmosphérique et plus généralement d'étudier la composition atmosphérique de Mars. En 2021, le rover Perseverance a atterri sur la surface et devrait effectuer des prélèvements qui seront ensuite acheminés de retour sur Terre pour une analyse en laboratoire.